# Marina Tabassum
Marina Tabassum (née en 1968), est une architecte bangladaise, fondatrice du cabinet Marina Tabassum Architects.

## Jeunesse et formation
Marina Tabassum naît dans une famille indienne émigrée à Dacca, au Bangladesh, lors de la Partition des Indes en 1947. Elle fréquente le Holy Cross Girls' High School et sort diplômée d'architecture de l'Université d'ingénierie et de technologie du Bangladesh en 1994.

## Carrière
En 1995, Marina Tabassum fonde, avec Kashef Chowdhury, URBANA, un cabinet d'architecture basé à Dacca, au Bangladesh. Le cabinet conçoit un certain nombre de projets pendant environ dix ans.
En 2005, Marina Tabassum créé son propre cabinet, Marina Tabassum Architects, dont elle est la principale architecte.
Depuis 2005, Marina Tabassum est professeure invitée à la BRAC University et donne des cours sur l’architecture contemporaine en Asie du Sud. Elle dirige également des studios de premier cycle à l'University of Asia Pacific et fait des conférences dans plusieurs autres établissements d'enseignement. Elle est aussi directrice du programme académique du Bengal Institute for Architecture, Landscapes and Settlements depuis 2015.
Marina Tabassum est l’architecte de la mosquée Bait Ur Rouf à Dacca, achevée en 2012,. En 2016, elle remporte le prix Aga Khan d'architecture pour la conception de l'édifice. Elle explique avoir surélevé la construction et employé des matériaux locaux, comme le teck et la brique rouge, permettant de laisser passer l'air et de créer une ventilation à moindre coût.

## Récompenses
- 1997 : Premier prix d'architecture pour le monument Swadhinata Stambha et pour le musée de Libération de la guerre, par le Premier ministre du Bangladesh, Sheikh Hasina
- 2001 : Élue architecte de l'année par le vice-président indien Bhairon Singh Shekhawat
- 2004 : Finaliste du Prix Aga Khan pour A5, un appartement dans un pavillon[8]
- 2005 : Lauréate du prix Ananya Shirshwa Dash[11]
- 2006 : Deuxième finaliste du concours d'architecture de Nishorgo[12]
- 2016 : Lauréate du Prix Aga Khan d'architecture[13]
- 2018 : Lauréate du Jameel Prize[14]

## Œuvres

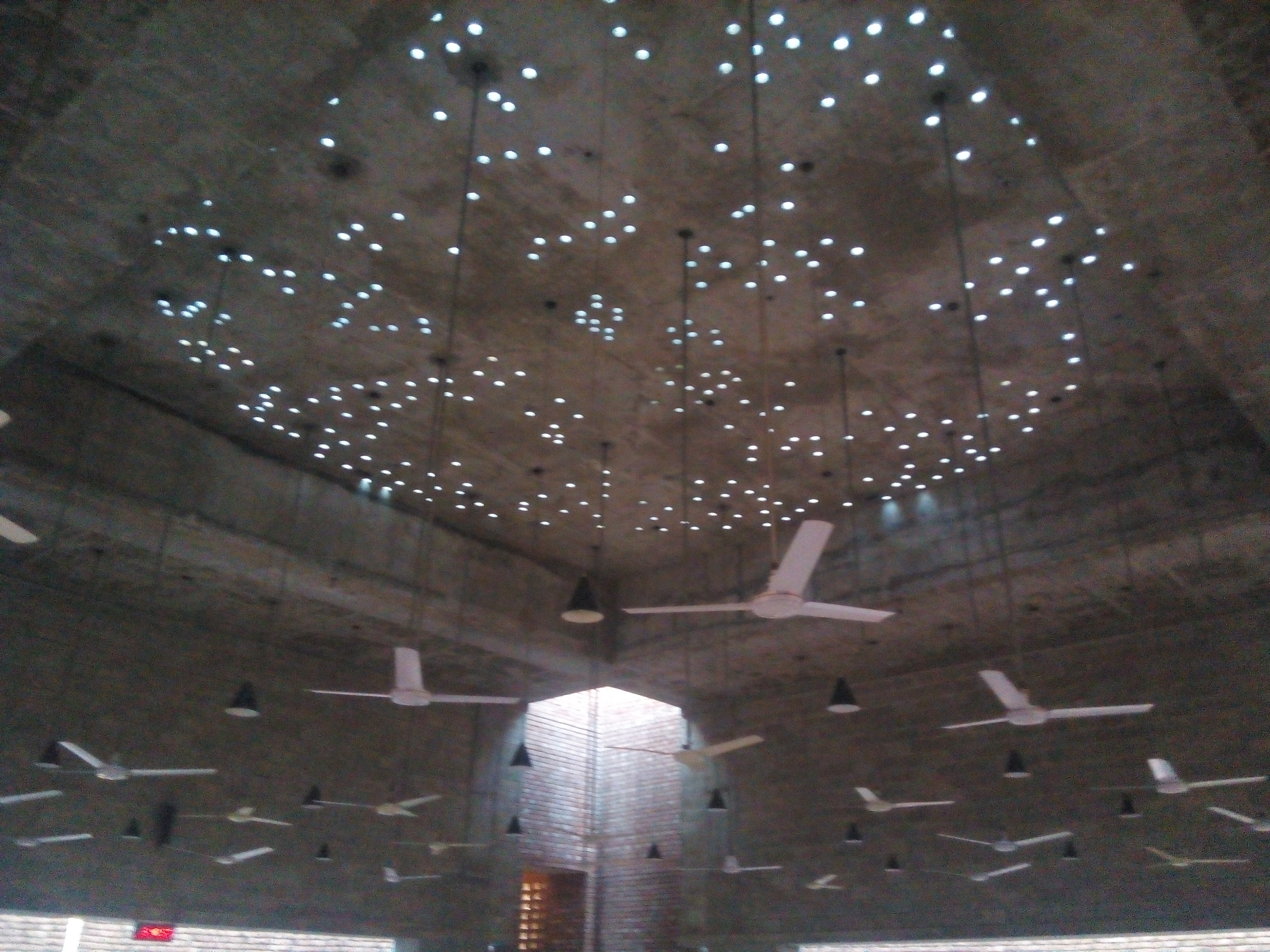
Intérieur de la mosquée Bait Ur Rouf à Dacca.
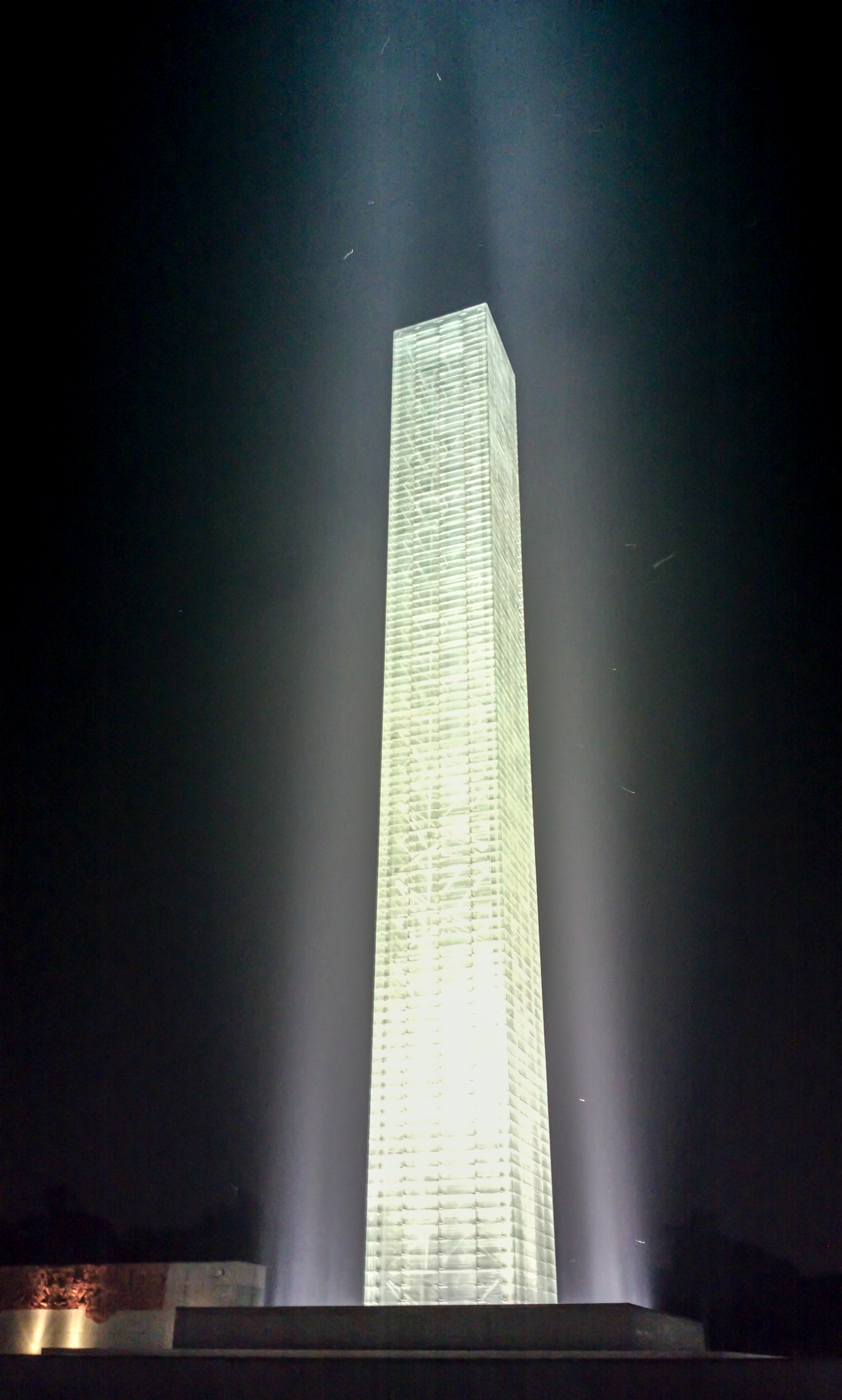
Tour de l'Indépendance à Dacca